# Raffaele Casimiri
Raffaele Casimiri, född den 3 november 1880 i Gualdo Tadini, död den 15 april 1943 i Rom, var en italiensk komponist.
Casimiri var från 1911 ledare av Sixtinska Kapellet, skrev kyrkomusik och några världsliga körstycken, men njöt anseende särskilt som kördirigent och förnyare av gammal italiensk kyrkomusik; han utgav bland annat Tresore delle melodie religiose populari dei seculi XV e XVI. Giovanni Pierluigi da Palestrina (1918), Orlando di Lasso (1920) och Ercole Bernabei (1920).